# Емігрантські пісні
Емігрантські пісні  -
тематична група пісень що оспівує життя українських емігрантів і відноситься до суспільно-побутової лірики.
Українська еміграція як масове явище з'явилася в кінці ХІХ ст., саме в цей час почалась міграція українців закордон у далекі країни, в основному у Канаду і США. Хвилі еміграції за кордон відбувалися під час всього ХХ століття і початку ХХІ. На початку ХХІ століття основними країнами еміграції стали близькі до України країни Східної Європи: Польща, Словаччина, Угорщина, Литва. Кожній хвилі і країні еміграції були властиві специфічні мотиви народної творчості, що були пов'язані з
соціально-культурними особливостями кожного окремого процесу еміграції і життя мігрантів.
Народна творчість, опинившись у чужому середовищі, зазнала своєрідної травми, викликаної вимушеним переміщенням українців, а емігрантські пісні стали справжньою драматичною
епопеєю про тих, хто подався розбудовувати власне життя на чужині.
Цикл емігрантських пісень об’єднує перелік творчих мотивів:
1) драматичні переживання, пов’язані з доленосним рішенням покинути рідні краї;
2) оспівування шляху на чужину, тривога в дорозі, інколи подолання океанського простору;
3) висвітлення освоєння нових земель, важкі умови життя;
4) акцент на глибокі переживання роз’єднаних родин;
5) формування комплексу вини, а також глибинне прагнення повернутися додому;
6) також виразне оспівування остаточної асиміляції на чужині, набуття матеріальних статків.
7) щасливе або трагічне повернення на батьківщину;
Еміграція подія цілком не типова для будь-якого українця, тому не дивно, що й творчість, з нею пов’язана, містить багато новацій в сюжетах, у лексиці, в загальному сенсі що пронизаний тугою за традиційним життям. Але незмінним в цій творчості залишається поклик української культурної ідентичності, котрий яскраво тяжіє до місць походження її творців і носіїв, входить в цілісний зв'язок з усією пісенністю українського народу .
Емігрантські пісні оспівують як негативні, так і позитивні ознаки еміграції. Серед негативних мотивів можна виділити: тугу за рідним краєм, тугу за ріднею, важкість облаштування на новому місці. Серед позитивних мотивів: отримання більших матеріальних статків, широкі можливості в житті та праці, вдячність країні яка прихистила .
До найпопулярніших емігрантських пісень належать: "Прощай, Україно", "Прощальна
(Наступив прощання час...)", "Як давно", "Повертайся емігрантко", "На чужині загибаю"
"На Україну повернусь!", "Лелека з України", "Повертайся в Україну".